# 長野保健医療大学
長野保健医療大学（ながのほけんいりょうだいがく、英語: Nagano University of Health and Medicine）は、長野県長野市川中島町にある私立大学。2001年、長野医療技術専門学校として創立、2015年に大学設置。

## 概観
長野医療技術専門学校を改組して、保健科学部リハビリテーション学科の1学部1学科で設立された。文部科学省から設置認可を受けた看護学部が2019年度に開設され、2学部2学科となった。
少人数制であり、臨床実習を重視した教育を実施している。日進月歩している医療の発達に対応できるよう、卒業生を対象にした「生涯学習講座」を年4回実施するなど「卒後教育」を特徴としている。

### 建学の理念
長野保健医療大学は、学校法人の名前の由来でもある「四徳」(知恵・勇気・節制・正義)の精神を礎とした教育理念をもって「仁心妙術」を育む教育を実践することを目標としている。

### 学風および特色
毎年5月には球技大会、10月には学園祭「桃華祭］が行われる。

## 沿革
- 2001年 長野医療技術専門学校設立。
- 2005年 リハビリテーションクリニック開設。
- 2015年4月1日 長野医療技術専門学校を長野保健医療大学に改組。
- 2015年7月　看護系学部の設置構想を公表。
  - 廃校の方針を示している長野赤十字看護専門学校の教育内容の継承を掲げている。
- 2016年2月　看護系学部設置準備委員会を設置。
- 2019年4月 看護学部看護学科を設置。

## 基礎データ

### 所在地
- 長野県長野市川中島町今井原11-1

JR今井駅より徒歩2分
キャンパスは、長野オリンピック選手村跡地に設置されている。

## 教育および研究

### 学部
- 看護学部
  - 看護学科

- 保健科学部
  - リハビリテーション学科
    - 理学療法学専攻
    - 作業療法学専攻

### 附属機関
- リハビリテーションクリニック

## 大学関係者と組織

### 大学関係者一覧
- 北澤俊美 理事長
- 北村義浩 特任教授

### 同窓会
長野医療技術専門学校同窓会として、「桃李会」が設置されている。

## 公式サイト
- 長野保健医療大学